# Скибинці (Білоцерківський район)
Скибинці — село в Україні, у Тетіївській міській громаді Білоцерківського району Київської області. Розташоване на правому березі річки Роська (притока Росі) за 13 км на північний схід від міста Тетіїв. Населення становить 731 особа (станом на 1 липня 2021 р.).

## Історія
Біля села збереглися залишки поселення, кургани та знайдено скарб доби бронзи (ХІ століття до н. е.), у Скибинцях — бронзовий енколпіон часів давньої Русі (ХІІ — ХІІІ ст.)".
За переказами, село Скибинці засновано в XIV ст. козацьким сотником Скибою, звідси і його назва.

## Населення

### Мова
Розподіл населення за рідною мовою за даними перепису 2001 року:
| Мова       | Кількість | Відсоток |
| ---------- | --------- | -------- |
| українська | 731       | 96.95%   |
| російська  | 22        | 2.92%    |
| болгарська | 1         | 0.13%    |
| Усього     | 754       | 100%     |

## Пам'ятки
- Свято-Покровська церква і дзвіниця (1820—1825 рр., пам'ятка архітектури національного значення).

## Відомі люди
- Крижанівський Федір Іванович (4 вересня 1878 — 28 квітня 1938) — кооператор, політичний діяч, один із засновників Української Центральної Ради;

- Лебединець Антон Дмитрович (7 січня 1895 — 17 березня 1979) — заслужений діяч мистецтв Української і Узбецької РСР, керівник групи композиторів, яка створювала музику Державного гімну Української РСР.

## Галерея

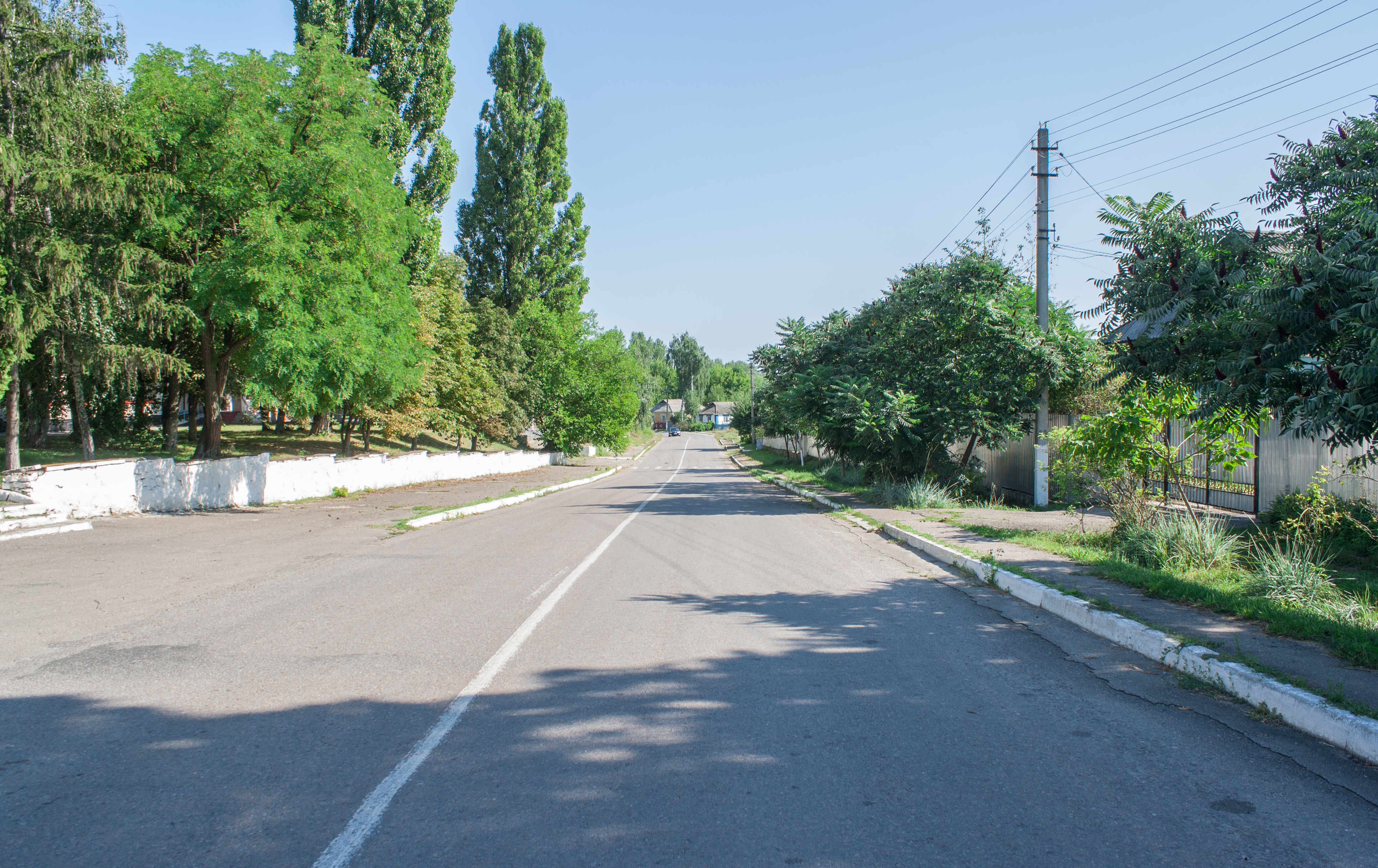
Вулиця Покровська
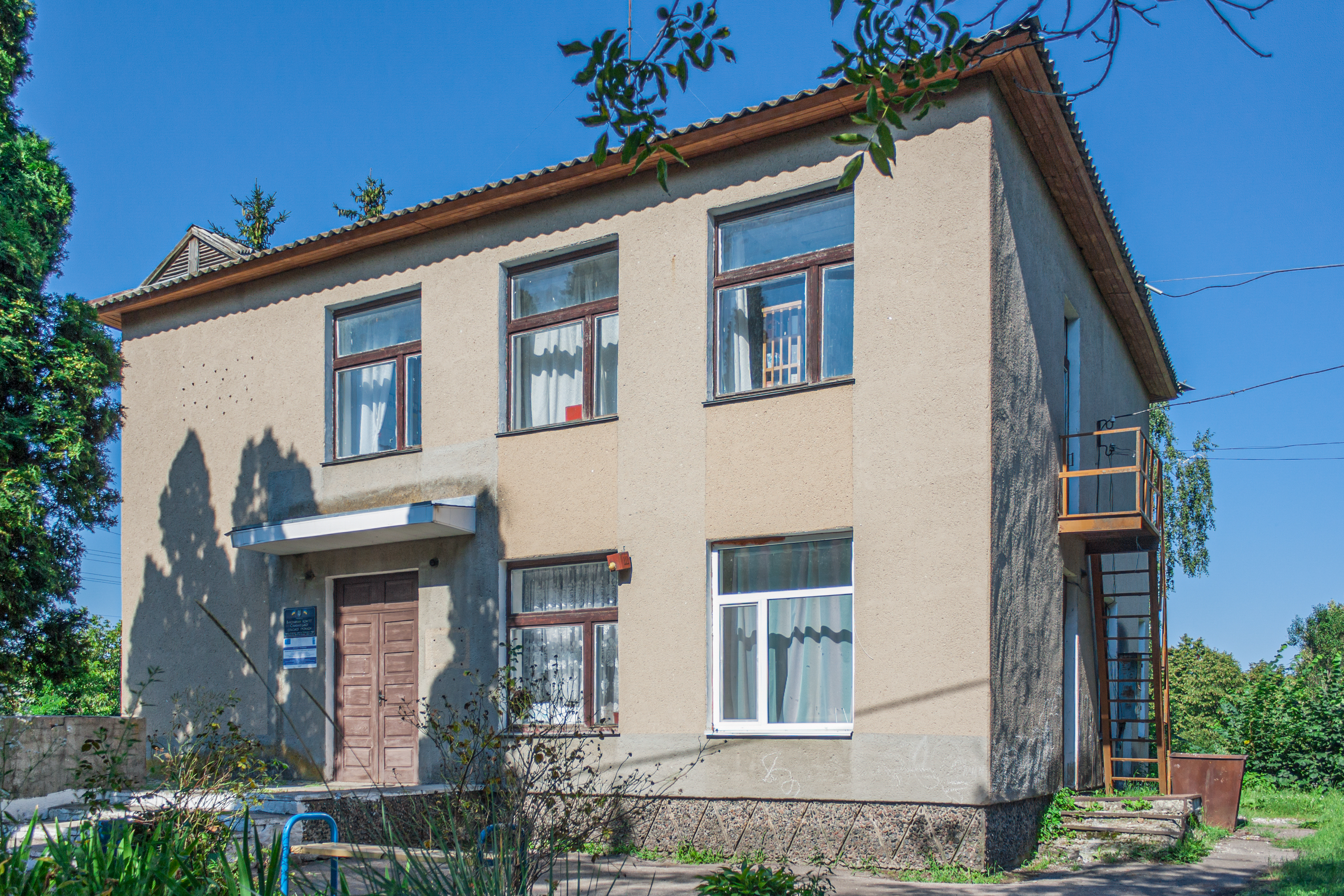
Сільська рада
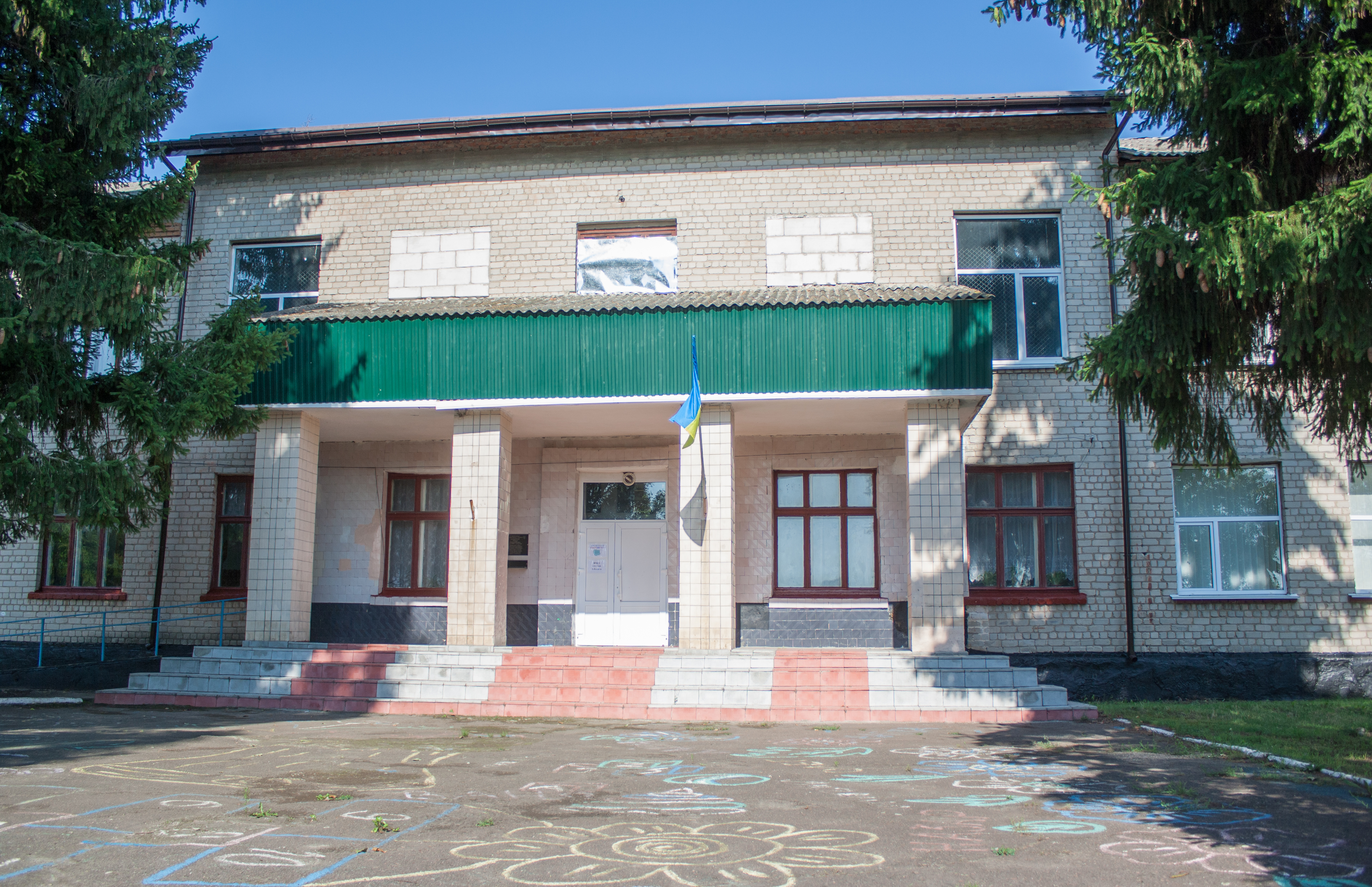
Школа
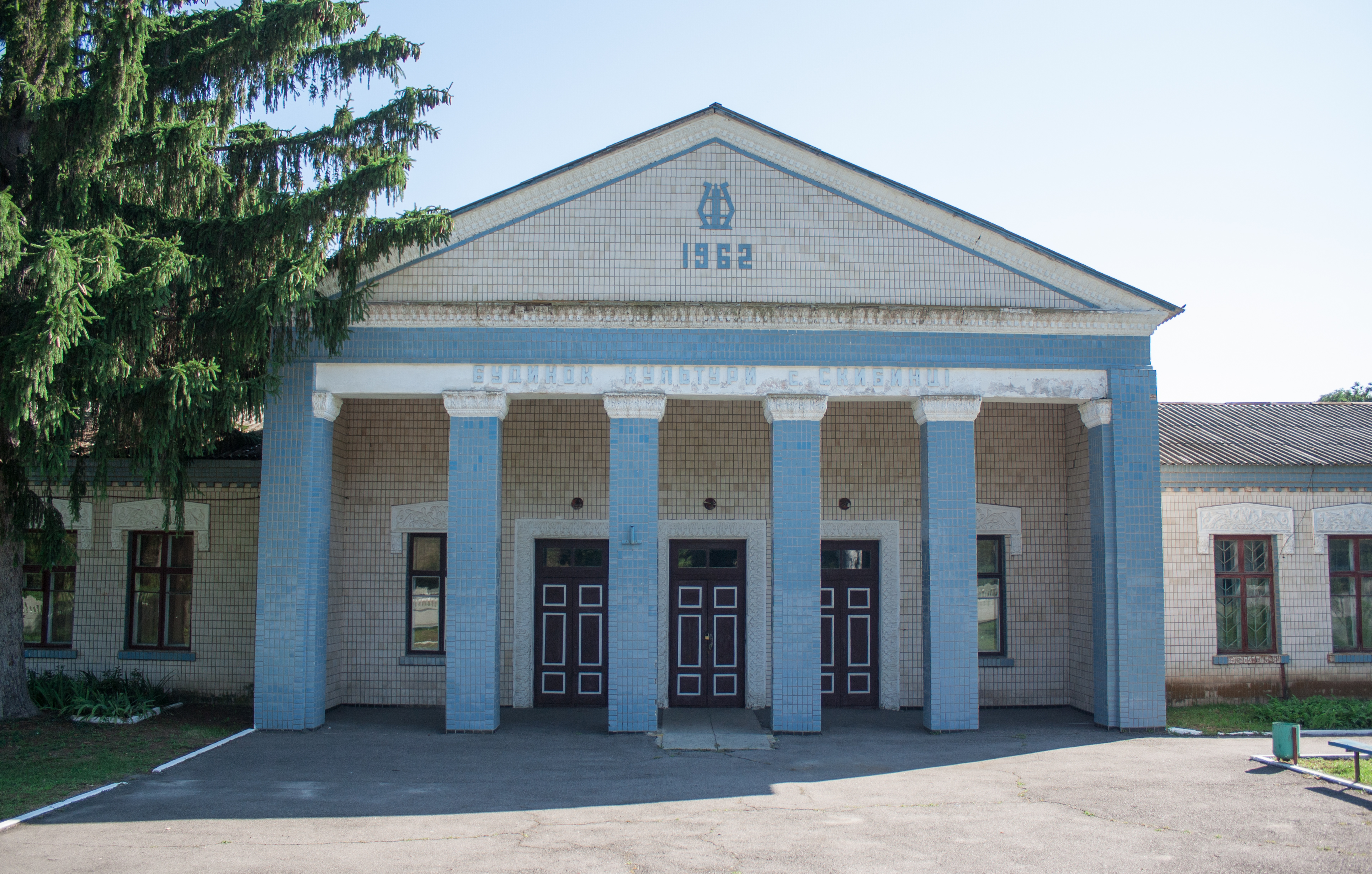
Будинок культури
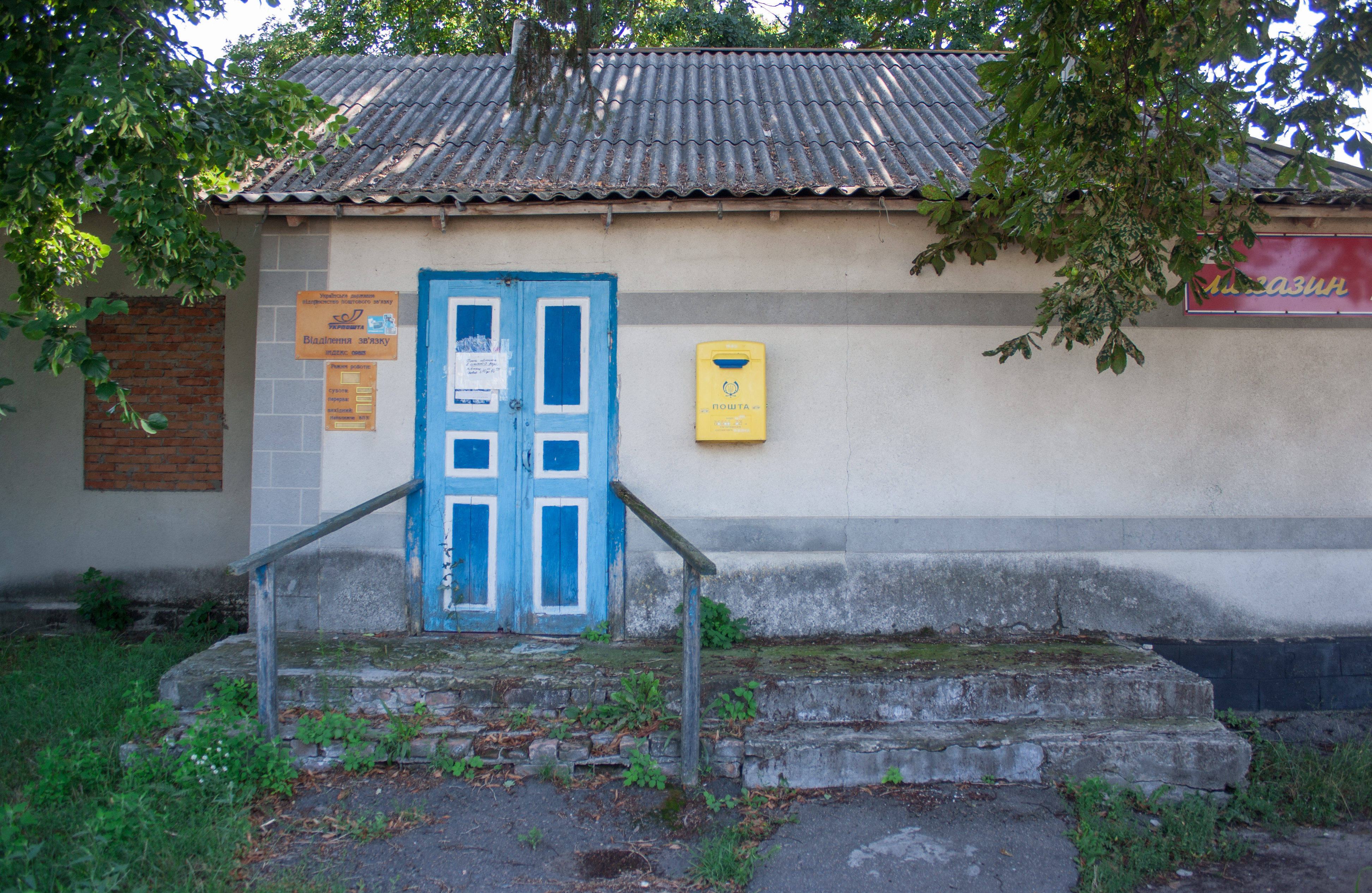
Пошта
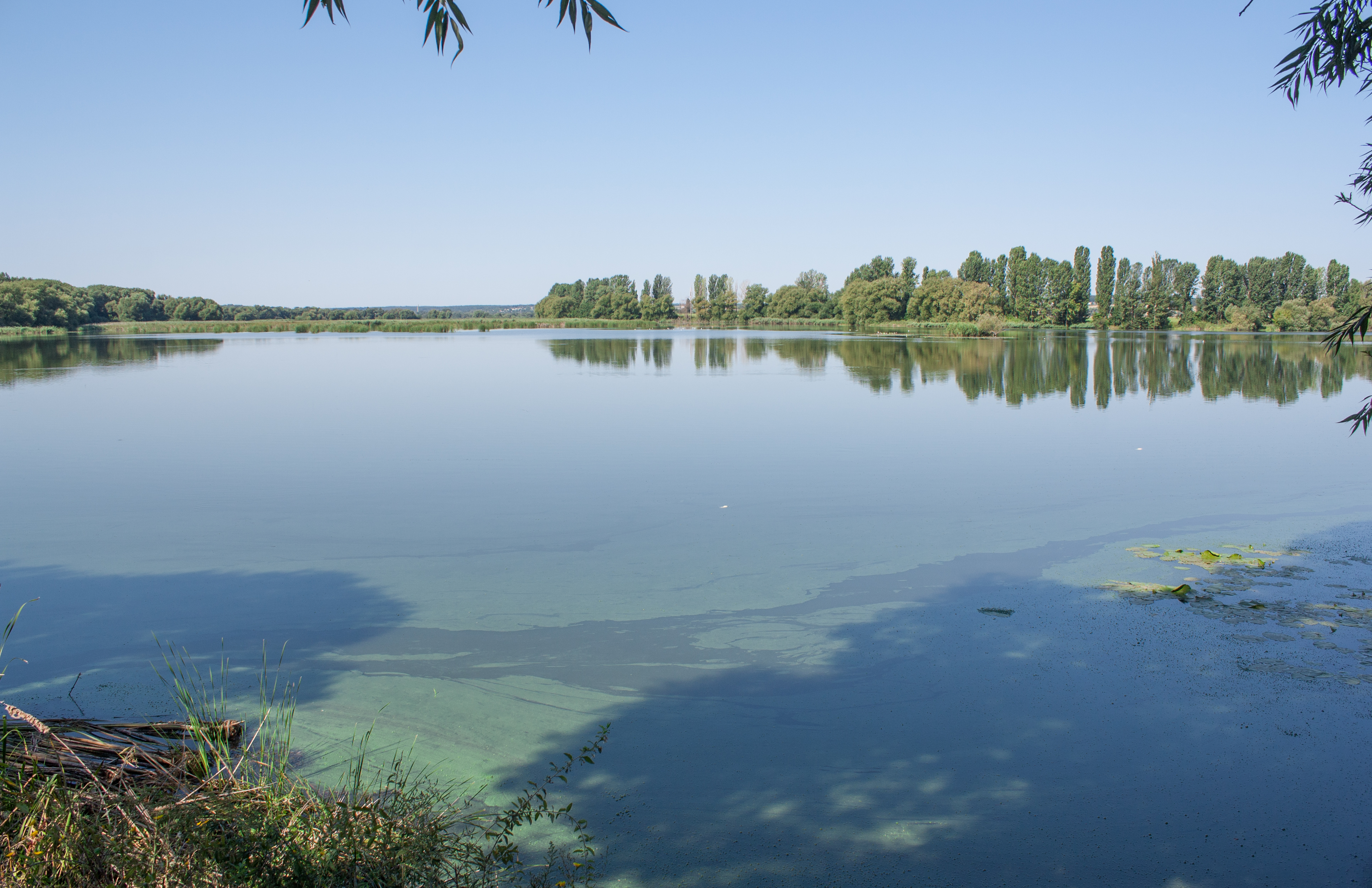
Ставок на річці Роська
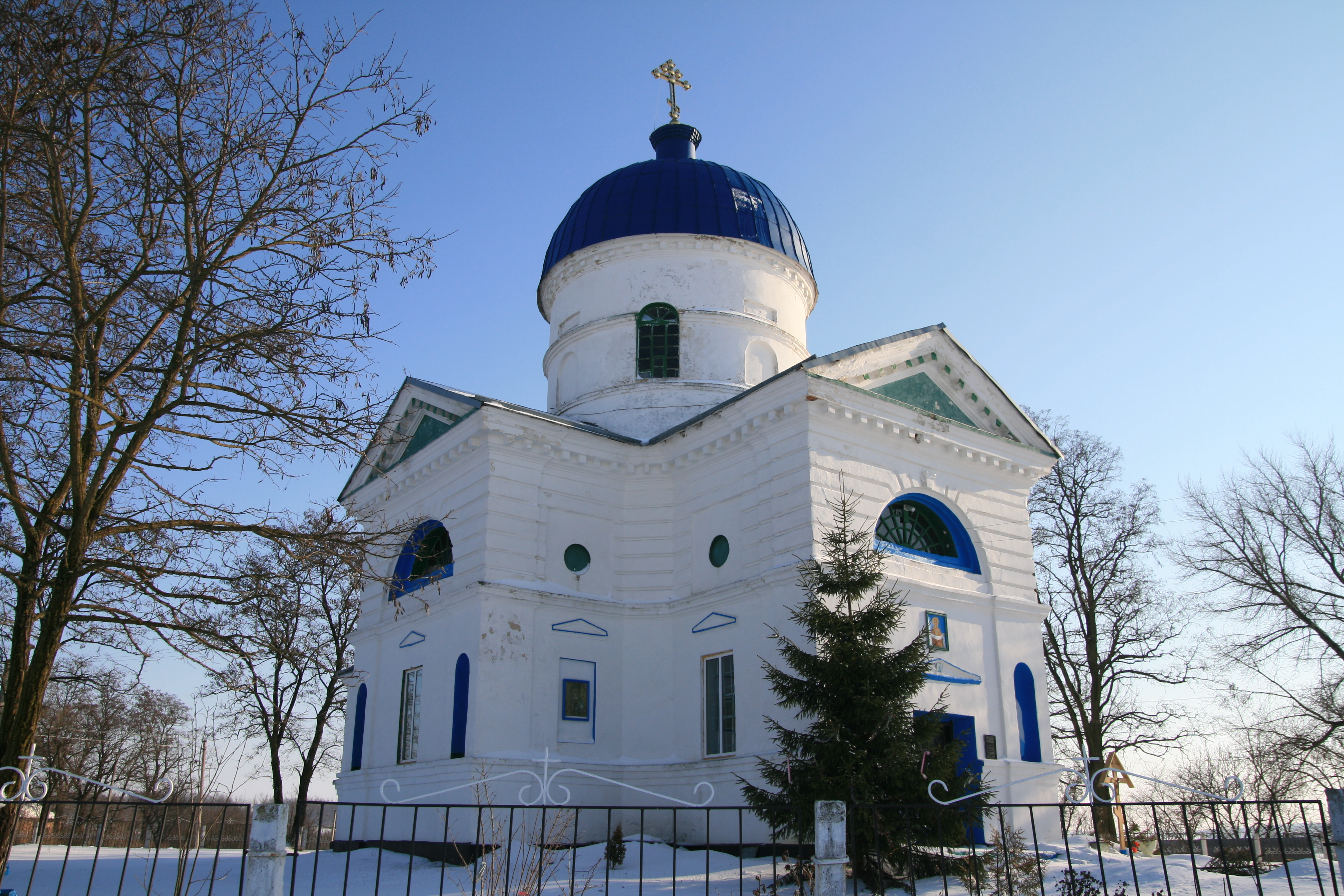
Покровська церква (1825 р.)
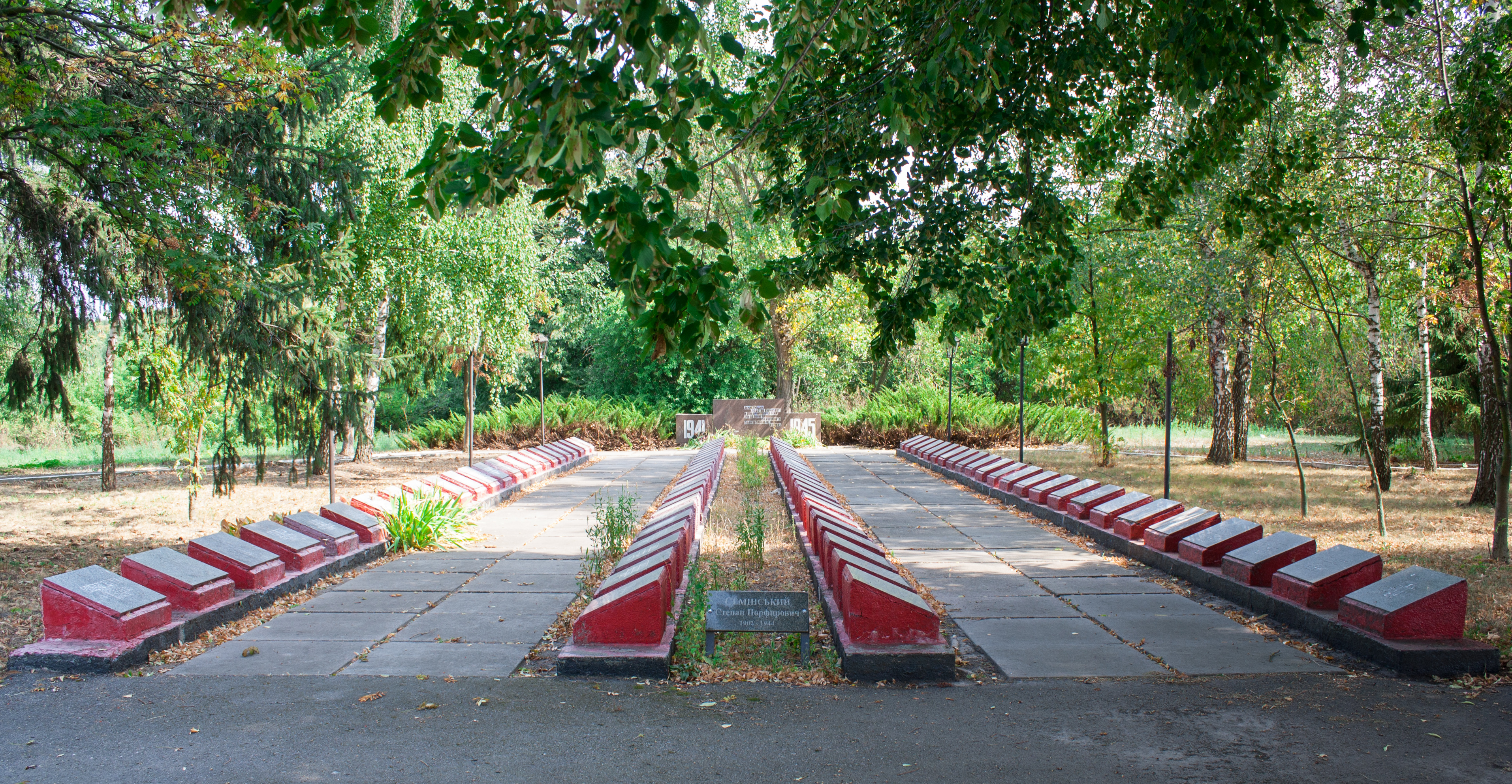
Пам'ятник воїнам-односельцям
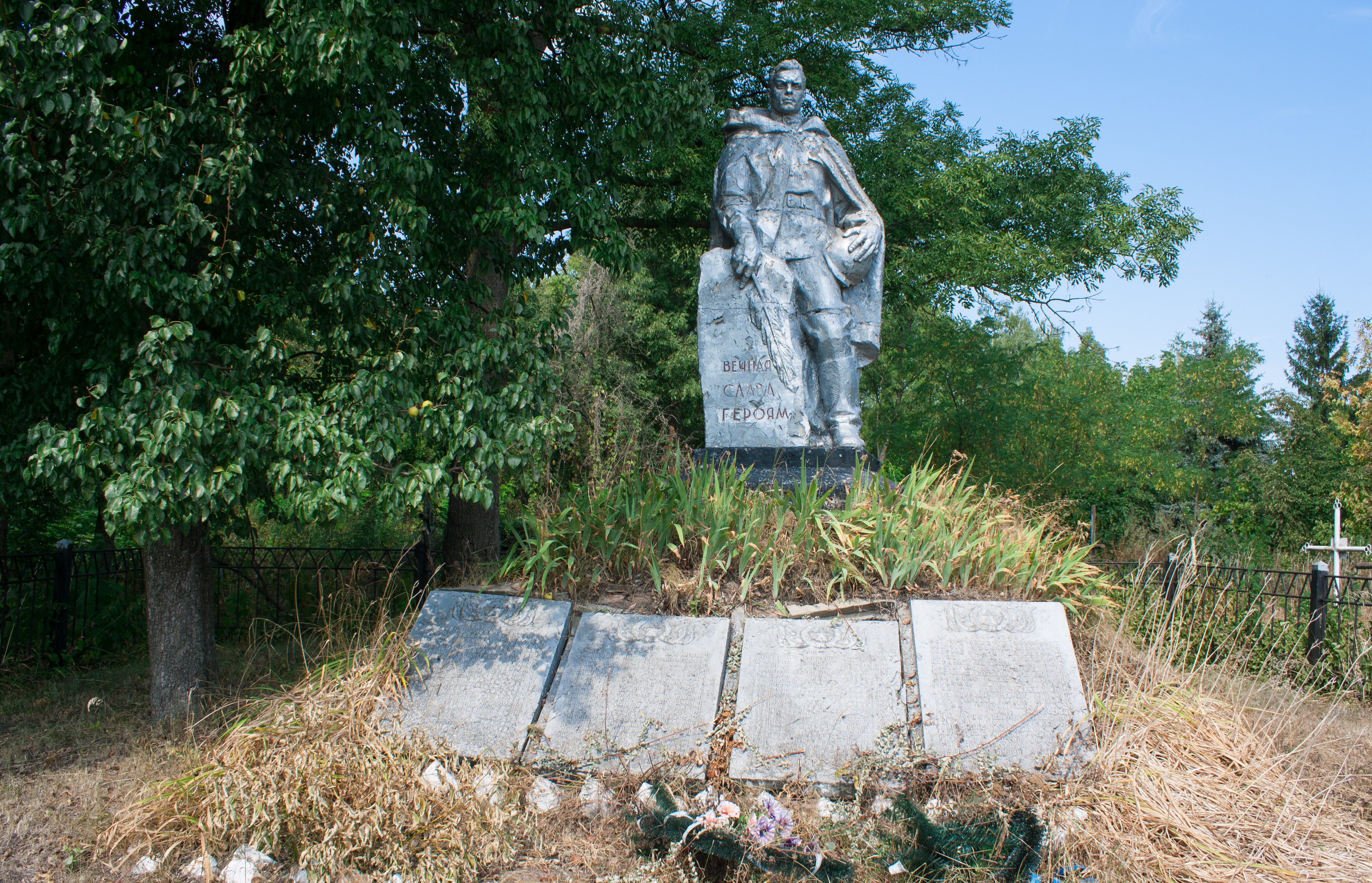
Братська могила радянських воїнів